# Penalosa (Kansas)
Penalosa é uma cidade localizada no estado americano de Kansas, no Condado de Kingman.

## Demografia
Segundo o censo americano de 2000, a sua população era de 27 habitantes.
Em 2006, foi estimada uma população de 25, um decréscimo de 2 (-7.4%).

## Geografia
De acordo com o United States Census Bureau tem uma área de
0,2 km², dos quais 0,2 km² cobertos por terra e 0,0 km² cobertos por água. Penalosa localiza-se a aproximadamente 527 m acima do nível do mar.

## Localidades na vizinhança
O diagrama seguinte representa as localidades num raio de 24 km ao redor de Penalosa.